# Chaussoy-Epagny
Chaussoy-Epagny es una comuna francesa situada en el departamento de Somme, en la región de Alta Francia.

## Demografía
| 368 | 378 | 382 | 521 | 587 | 622 | 586 |
| Para los censos de 1962 a 1999 la población legal corresponde a la población sin duplicidades (Fuente: INSEE [Consultar]) |     |     |     |     |     |     |